# La sombra del Tenorio
La sombra del Tenorio es una obra de teatro en cuatro escenas de José Luis Alonso de Santos, estrenada en 1994.

## Argumento
Ambientada en la década de 1950, Saturnino Morales es un viejo cómico que agoniza en la cama de un hospital. Su vida artística estuvo siempre marcada por el papel de Ciutti, personaje secundario en la célebre obra de Zorrilla Don Juan Tenorio, que interpretaba en salas de teatro de poca categoría. Sin embargo, Saturnino siempre aspiró a interpretar a Don Juan y en ese último momento se prepara para el papel que encarnará en el más allá, ensayando con la monja que le cuida, Sor Inés.

## Estreno
- Corral de Comedias de Alcalá, Alcalá de Henares, 8 de abril de 1994.[1]
  - Dirección: Rafael Álvarez.
  - Escenografía: Rafael González.
  - Intérpretes: Rafael Álvarez.

La obra se restrenó en 2008, con dirección del autor, interpretación de Chelique Miranda y producción de Enrique Miranda.